# San Marcos (distrito)
San Marcos é um distrito peruano localizado na Província de Huari, departamento Ancash, no Peru. Sua capital é a cidade de San Marcos.

## Transporte
O distrito de Chavin de Huantar é servido pela seguinte rodovia:
- AN-110, que liga a cidade de Huantar ao distrito de Catac
- AN-111, que liga a cidade de Chavin de Huantar ao distrito de Huallanca[2][3][4]